# Suma (literatura)
La suma (summa en latín) es un género literario didáctico medieval escrito en latín que nació a fines del siglo XII y se desarrolló en el siglo XIII y posteriores; 

## Características
Se trata de un tipo de enciclopedia que desarrollaba una materia o disciplina (Derecho, Teología y Filosofía sobre todo) de una forma algo más particular que el tractatus (tratado), ya que se dividían en quaestiones (cuestiones) y estas a su vez en artículos. Los artículos, a su vez, poseían la siguiente estructura:
- 1. Título del artículo en forma interrogativa y presentando dos posturas contrapuestas (disputatio).
- 2. Objeciones o argumentos en contra de una de las alternativas, en general de la que sostiene el autor.
- 3. Argumentos a favor de dicha alternativa, fundados en la autoridad de las Sagradas Escrituras, de los Santos Padres en segundo lugar, etcétera.
- 4. Solución, que incluye un conjunto de argumentos que combinan fe y razón y expresan el pensamiento del autor.
- 5. La sententia o respuesta a la pregunta, que consiste en la refutación de las objeciones iniciales contrarias a la solución del autor.[1][2]

## LasSummaeen el ámbito del Derecho
En el ámbito del derecho, la summa es un género literario pragmático y didáctico desarrollado a partir de la metodología de la glosa, que evolucionó dividiéndose en dos géneros literarios autónomos según derivaran de la glosa de similia o de la glosa de contraria, de forma que se dio lugar respectivamente a la summa y a la questio legitima.
La summa nació en las escuelas menores del derecho que pretendían formar a sus estudiantes con síntesis útiles y cómodas de los códigos de Justiniano; para cumplir este fin nació la costumbre de compilar exposiciones sistemáticas, simples y rápidas de obras enteras, dando así al género literario de la summa en el ámbito jurídico.
La summa se desarrolló especialmente en las escuelas de derecho civil de la Francia provenzal donde tuvo especial aplicación a las Institutiones de Justiniano.

## Algunas sumas jurídicas
- Summa Codicis, obra de Acio de Bolonia.
- Summa Codicis escrita en lengua provenzal y conocida vulgarmente como Lo Codi, traducida al latín por Riccardo Pisano.

## LasSummaeen el ámbito de la teología y la filosofía
La enseñanza de la Teología y la Filosofía en el medievo se desenvolvía en dos modos diferenciados: La lectio y la disputatio:
- La lectio (lección), muy parecida a una clase actual, consistía en que el profesor comentaba las sentencias y dichos de autores famosos y reconocidos como, por ejemplo, las obras de Aristóteles o de Boecio o las Sentencias de Pedro Lombardo.
- La disputatio (disputa), más informal que la lectio, era un verdadero diálogo entre maestros y discípulos, en donde se esgrimían argumentos en pro y en contra de una tesis cualquiera.

De estos dos métodos escolares surgieron sus respectivas formas literarias:
- De la lectio nacieron los Commentaria (comentarios); y de éstos salieron las Summae (sumas), más libres, autónomas y sistemáticas que los Commentaria.
- De la disputatio procedieron las Quaestiones disputatae (cuestiones disputadas), que recogen el material de las disputas que se tenían cada dos semanas, y los Quodlibeta (cuestiones aleatorias), que recogían las disputas tenidas por Navidad y por Pascua de Resurrección. Esta metodología de las disputationes sirvió de modelo técnico a las famosas Summae medievales.[3]

## Algunas sumas teológicas por orden cronológico
Existe más o menos una sesentena larga de sumas. Destacamos las siguientes:
- Simón de Tournai, Summa o Institutione in sacram paginam, 1165.
- Prepositino de Cremona, Summa de officiis y Summa de poenitentia.
- Guillermo de Auxerre, Summa Aurea, 1220.
- Santo Tomás de Aquino, Summa Theologiae, 1274.
- Santo Tomás de Aquino, Summa contra Gentiles.
- Alejandro de Hales, Summa Theologiae, 1234.
- Gerardo de Bolonia, Summa Theologiae, 1317.
- Francesc Eiximenis, Summa Theologica (fragmentos), siglo XIV.